# Pirata
Genre
Synonymes
- Sosilaus Simon, 1898

Pirata est un genre d'araignées aranéomorphes de la famille des Lycosidae.

## Distribution
Les espèces de ce genre se rencontrent en Amérique, en Afrique, en Asie et en Europe.

## Liste des espèces
Selon World Spider Catalog (version 25.0, 23/03/2024) :
- Pirata affinis Roewer, 1960
- Pirata africana (Roewer, 1960)
- Pirata alachuus Gertsch & Wallace, 1935
- Pirata allapahae Gertsch, 1940
- Pirata apalacheus Gertsch, 1940
- Pirata aspirans Chamberlin, 1904
- Pirata brevipes (Banks, 1893)
- Pirata browni Gertsch & Davis, 1940
- Pirata bryantae Kurata, 1944
- Pirata chamberlini (Lessert, 1927)
- Pirata coreanus Paik, 1991
- Pirata davisi Wallace & Exline, 1978
- Pirata digitatus Tso & Chen, 2004
- Pirata felix O. Pickard-Cambridge, 1898
- Pirata hiteorum Wallace & Exline, 1978
- Pirata indigena Wallace & Exline, 1978
- Pirata iviei Wallace & Exline, 1978
- Pirata mayaca Gertsch, 1940
- Pirata montanoides Banks, 1892
- Pirata montanus Emerton, 1885
- Pirata nanatus Gertsch, 1940
- Pirata niokolona Roewer, 1961
- Pirata pagicola Chamberlin, 1925
- Pirata pallipes (Blackwall, 1857)
- Pirata piratellus (Strand, 1907)
- Pirata piraticus (Clerck, 1757)
- Pirata piratimorphus (Strand, 1908)
- Pirata piscatorius (Clerck, 1757)
- Pirata praedo Kulczyński, 1885
- Pirata proximus O. Pickard-Cambridge, 1876
- Pirata punctipes (Gravely, 1924)
- Pirata sagitta (Mello-Leitão, 1941)
- Pirata sedentarius Montgomery, 1904
- Pirata seminolus Gertsch & Wallace, 1935
- Pirata spatulatus Chai, 1985
- Pirata spiniger (Simon, 1898)
- Pirata subannulipes (Strand, 1906)
- Pirata subpiraticus (Bösenberg & Strand, 1906)
- Pirata suwaneus Gertsch, 1940
- Pirata sylvanus Chamberlin & Ivie, 1944
- Pirata tenuitarsis Simon, 1876
- Pirata timidus (Lucas, 1846)
- Pirata trepidus Roewer, 1960
- Pirata triens Wallace & Exline, 1978
- Pirata turrialbicus Wallace & Exline, 1978
- Pirata veracruzae Gertsch & Davis, 1940
- Pirata welakae Wallace & Exline, 1978
- Pirata werneri (Roewer, 1960)
- Pirata zavattarii (Caporiacco, 1941)

## Systématique et taxinomie
Ce genre a été révisé par Omelko, Marusik & Koponen, 2011.
Sosilaus a été placée en synonymie par Wallace et Exline en 1978.

## Publication originale
- Sundevall, 1833 : Conspectus Arachnidum. Londini Gothorum, p. 1-39 (Pirata p. 24).